# Blackburneus stebnickae
Blackburneus stebnickae är en skalbaggsart som beskrevs av Riccardo Pittino 1988. Blackburneus stebnickae ingår i släktet Blackburneus och familjen Aphodiidae. Inga underarter finns listade.